# AUCTEX
AUCTEX és una extensió per als editors GNU Emacs i XEmacs. Proporciona un entorn de desenvolupament integrat per a TeX, LaTeX, Texinfo i ConTeXt, afegint moltes funcions importants que no estan incloses al mode estàndard de TeX d'aquests editors. D'aquesta manera, la redacció dels articles científics es faciliten enormement.
AUCTeX pot executar compiladors de TeX i programes complementaris, com ara BibTeX, i visors de PDF i DVI. AUCTeX inclou previsualització de Latex, generades en PostScript i mostra directament a l'editor: taules, fórmules, i imatges. Amb el reftex-mode, que és part d'Emacs, pot manipular de manera senzilla referències creuades, i també bibliogràfiques.
AUCTeX,
originant-se del paquet ‘tex-mode.el' d'Emacs 16, va ser creat per estudinats del Centre Universitari d'Aalborg (ara la Universitat Aalborg), d'ací el nom
AUCTeX.
Lars Peter Fischer va escriure les primeres funcions per inserir macros de fonts i caràcters danesos en el 1986. Per Abrahamsen va escriure les funcions per inserir els ambients i sectors, i per sagnar del text, així com el mode de contorn menor en el 1987. Kresten Krab Thorup va escriure el maneig de buffer i
les funcions de depuració, la realització de macro, i molt més, incloent el sagnat que millorà molt i funcions de format de text, i amb això va fer el primer llançament públic de
AUCTeX
en el 1991.
AUCTeX és programari lliure utilitzant la Llicència Pública General de GNU (GNU GPL) i eventualment substitueix el mode estàndard de TeX a Emacs.